# Morfaktyny
Morfaktyny – grupa syntetycznych regulatorów wzrostu i rozwoju roślin, których działanie związane jest z zahamowaniem transportu auksyn. Wpływ pochodnych fluorenu na morfogenezę roślin zaobserwowano w latach 60. XX wieku.
Działanie morfaktyn polega na ogólnym zahamowaniu wzrostu roślin. Zahamowaniu ulega kiełkowanie nasion. U roślin zarówno jednoliściennych jak i dwuliściennych potraktowanych pochodnymi fluorenu obserwowano zanik reakcji fototropicznych oraz grawitropicznych w wierzchołkach wzrostu pędu i korzenia.